# Município de Deer Creek (Ohio)
Localização do Ohio nos E.U.A.
O município de Deer Creek (em inglês: Deer Creek Township) é um município localizado no condado de Madison no estado estadounidense de Ohio. No ano 2010 tinha uma população de 933 habitantes e uma densidade populacional de 11,53 pessoas por km².

## Geografia
O município de Deer Creek encontra-se localizado nas coordenadas 39° 56′ 34″ N, 83° 23′ 57″ O. Segundo o Departamento do Censo dos Estados Unidos, o município tem uma superfície total de 80.89 km², da qual 80,83 km² correspondem a terra firme e (0,08 %) 0,06 km² é água.

## Demografia
Segundo o censo de 2010, tinha 933 pessoas residindo no município de Deer Creek. A densidade de população era de 11,53 hab./km².